# 小林史
小林 史（こばやし ふみ、1971年5月21日 - ）は、日本のジャーナリスト、日本テレビ報道局国際部解説委員。身長164cm。血液型O型。

## 略歴
- 東京外国語大学英米語学科卒業。英検1級、TOEIC970点[要出典]。1994年4月 日本テレビ放送網に入社。報道局に配属。

- 社会部、外報部の記者を経て、2003年からNNNニューヨーク特派員[1]。
- ニューヨークから帰国後、2007年10月から2010年6月まで、丸岡いずみの後任として「真相報道 バンキシャ!」アシスタントプロデューサー兼ニュースキャスターを務めた[2] 。
- 社会部で文部科学省・原発などを担当の後、2015年から読売新聞へ出向し科学部編集委員[2]。
- その後、国際部デスクなどを経て、2024年時点では国際部長を務める[1]。

## 出演番組
- Oha!4 NEWS LIVE（ニューヨーク支局赴任時）
- 真相報道 バンキシャ!
- news every.（木曜日ニュース解説担当）
- 日テレNEWS24「NEWS 24 JAPAN」（案内役）